# NGC 5880
NGC 5880 est une petite galaxie elliptique (lenticulaire ?) située dans la constellation de la Balance. Sa vitesse par rapport au fond diffus cosmologique est de 7 661 ± 22 km/s, ce qui correspond à une distance de Hubble de 113,0 ± 7,9 Mpc (∼369 millions d'al). NGC 5880 a été découverte par l'astronome américain Francis Leavenworth en 1885.
À ce jour, deux mesures non basées sur le décalage vers le rouge (redshift) donnent une distance de 51,000 ± 24,183 Mpc (∼166 millions d'al), ce qui est loin à l'extérieur valeurs de la distance de Hubble. Cette valeur est sans doute loin de la distance réelle de cette galaxie.